# 경성역 (경성군)
경성역(鏡城驛)은 조선민주주의인민공화국 함경북도 경성군에 위치한 평라선의 철도역이다.

## 역사
- 1921년 11월 11일 : 주을역(朱乙驛)으로 영업 개시[1]
- 일자 불명: 경성역으로 개칭